# Taula de contingència
En estadística les taules de contingència s'utilitzen per registrar i analitzar la relació entre dues o més variables, habitualment de naturalesa qualitativa (nominals o ordinals).
Suposem que es disposa de dues variables, la primera el sexe (home o dona) i la segona recull si l'individu és esquerrà o dretà. S'ha observat aquesta parella de variables en una mostra aleatòria de 100 individus. Es pot emprar una taula de contingència per expressar la relació entre aquestes dues variables, de la manera següent:
|       | Dretà | Esquerrà | TOTAL |
| Home  | 43    | 9        | 52    |
| Dona  | 44    | 4        | 48    |
| TOTAL | 87    | 13       | 100   |

Les xifres a la columna de la dreta i en la fila inferior reben el nom de freqüències marginals i la xifra situada a la cantonada inferior dreta és el gran total.
La taula ens permet veure d'un cop d'ull que la proporció d'homes destres és aproximadament igual a la proporció de dones destres. No obstant això, ambdues proporcions no són idèntiques i la significació estadística de la diferència entre elles pot ser avaluada amb la prova χ ² de Pearson, en el supòsit que les xifres de la taula són una mostra aleatòria d'una població. Si la proporció d'individus en cada columna varia entre les diverses files i viceversa, es diu que hi ha associació entre les dues variables. Si no hi ha associació es diu que les dues variables són independents .
El grau d'associació entre dues variables es pot avaluar emprant diferents coeficients: el més simple és el coeficient phi  que es defineix per
on χ  2  es deriva del test de Pearson, i N és el total d'observacions-el gran total-. Φ pot oscil·lar entre 0 (que indica que no hi ha associació entre les variables) i infinit. A diferència d'altres mesures d'associació, el coeficient Φ de Cramer no està acotat.

## Estudi de diferència de proporcions
Hi ha situacions en què tenim probabilitats d'èxit properes al zero o de l'un a on les proporcions poden ser poc il·lustratives sobre el comportament dins dels grups. Per exemple:
- Si π1 = 0,01 π2 = 0.001

```
d = π1 - π2 = 0.009
```

- Si π1 = 0,41 π2 = 0.401

```
d = π1 - π2 = 0.009
```

Anem a definir el risc relatiu com r = π1/π2 
Per als exemples anteriors:
r = 0.01/0.001 = 10
r = 0.41/0.401 = 01/02
En el primer cas l'èxit dins dels grups és 10 vegades més gran que en l'altre.
Si X i Y independents --> π1 = π2 amb el qual el seu risc relatiu és r = π1/π2 = 1
Ara bé, com estimar r ?
 R '= p1/p2 
En l'exemple de més amunt:
r '= (43/52)/(44/48) = 0902 --> la proporció d'èxit (dretà) dins de les dones és al voltant d'un 10% més gran que dins del grup dels homes.